# Lennart Magnusson
Lennart Magnusson   (Estocolm, 1 de gener de 1924 - Sundsvall, 2 de setembre de 2011) va ser un tirador d'esgrima suec, especialista en espasa, guanyador d'una medalla olímpica.
El 1952 va prendre part en els Jocs Olímpics d'Estiu de Hèlsinki, on guanyà la medalla de plata en la prova d'espasa per equips del programa d'esgrima.